# Gerolakkos
Gerolakkos (en griego: Γερόλακκος; en turco: Alayköy) es un pueblo cerca de Nicosia, la capital de Chipre. Está justo al norte de la Línea Verde. El Aeropuerto Internacional de Nicosia (hoy en día clausurado) se encuentra a unos 2 km hacia el sureste. Forma parte de iure del Distrito de Nicosia de la República de Chipre pero pertenece de facto a la República Turca del Norte de Chipre.
Todos los grecochipriotas de este pueblo fueron expulsados en agosto de 1974, huyendo del avance del ejército turco. En la actualidad, como todos los grecochipriotas desplazados, los de Gerolakkos están dispersos por el sur de la isla. El número de desplazados en 1974 fue de alrededor de 2.500.
Hoy en día esta pequeña ciudad está habitada principalmente por turcochipriotas expulsados del sur de la isla. Sin embargo, el reasentamiento en este lugar en particular fue diferente de otros pueblos pues no recibió un gran número de personas desplazadas desde una única ubicación. Los actuales habitantes de la ciudad vinieron de diversos sitios, entre ellos muchas familias de funcionarios públicos de Nicosia, así como personas cuyas casas estaban cerca de la línea de alto el fuego y, por tanto, en lo que se consideraba zona peligrosa. También vinieron muchos ciudadanos turcos principalmente de la provincia de Adana, en Turquía.
Más de 15 prostíbulos se encuentran en su periferia que operan bajo la supervisión del gobierno chipriota del Norte. Estos se llaman "gabareler" en el dialecto turco chipriota.